# Svensköp
Svensköp is een plaats in de gemeente Hörby in Skåne, de zuidelijkste provincie van Zweden. De plaats heeft 185 inwoners (2005) en een oppervlakte van 58 hectare.